# Alexandre (futebolista)
Alexandre Escobar Ferreira, mais conhecido simplesmente como Alexandre (Sorocaba, 2 de janeiro de 1972 – São Paulo, 18 de julho de 1992), foi um futebolista brasileiro que atuou como goleiro.
Seu primeiro e último clube foi o São Paulo, tendo participação no time campeão Paulista e da Libertadores de 1992.

## Carreira
iniciou nas escolinhas de futebol do Grêmio Esportivo Sorocabano, em 1984. No começo de 1986, foi jogar um torneio em Porto Alegre, na categoria infantil, pelo São Bento de Sorocaba. Voltando ao interior paulista, Alexandre foi dispensado pelo clube e voltou a atuar pelo Grêmio Esportivo Sorocabano.
Ganhou seu primeiro título no Campeonato Paulista de 1991. No ano seguinte, foi goleiro titular do time vice-campeão da Copa São Paulo de Futebol Júnior de 1992, tendo Rogério Ceni como seu reserva, numa decisão perdida nos pênaltis para o Vasco da Gama de Valdir Bigode.
Sua grande oportunidade surgiu com a expulsão de Zetti, nas oitavas de final da Libertadores de 1992, contra o Nacional, do Uruguai, quando segurou a vitória por 1 a 0, com um homem a menos, no estádio Centenário.
Era o goleiro apontado como sucessor de Zetti, tinha um grande potencial, inclusive com habilidade com os pés, e morreu num acidente automobilístico, aos 20 anos, quando começava a ter suas principais oportunidades na equipe. Fez apenas 7 jogos pelo clube. Sua tragédia acabou abrindo espaço para Rogério Ceni.

### Melhor que Rogério?
A morte de Alexandre não mudou apenas a vida de seus familiares, mas também a dos goleiros do clube. Segundo o ex-ponta-esquerda do São Paulo Paraná, Zetti estava sendo negociado com um clube da Alemanha e, Alexandre (seu reserva direto) assumiria o posto. Porém, o acidente fez com que a diretoria do São Paulo recuasse e interrompesse a transferência do titular. Assim Rogério Ceni assumiria a vaga de reserva imediato de Zetti. É importante lembrar que foi o próprio Paraná que descobriu Alexandre como jogador, pois antes trabalhava como olheiro e afirmava que:
 "Se não fosse aquele acidente, talvez ninguém soubesse quem é Rogério Ceni, o Alexandre era muito melhor que ele. Mas não era só no gol que ele era bom, não. Ele era muito bom com os pés. Esse negócio de bater faltas que o Rogério faz, o Alexandre já fazia. O Alexandre jogava como meia também e jogava bem. Melhor que muito meia que está jogando em alguns times aí (risos)..."
O próprio Rogério Ceni reconhece humildemente em seu livro "Maioridade Penal – 18 anos de histórias inéditas da marca da cal": 

 "Alexandre era muito melhor do que eu. Velocidade incrível de movimentos, excelente chute, bonito de ver jogar. Telê Santana adorava! (…) Minha carreira, com certeza, seria completamente diferente caso Alexandre não tivesse partido. Ele era apenas um ano mais velho do que eu. Ocuparia a sua posição por muito tempo. Quem sabe até hoje."